# Secuiu, Buzău
Secuiu este un sat în comuna Gura Teghii din județul Buzău, Muntenia, România. Se află în partea nord-vestică, muntoasă, a județului. Localitatea este o mică colonie forestieră aflată pe valea Bâscăi Mici, în Masivul Penteleu. La recensământul din 2002, localitatea număra doar 17 locuitori.